# In and out of Love
In and out of Love is een hitsingle uit 1967 van de Amerikaanse Motown-groep The Supremes. Het nummer werd geschreven door Holland-Dozier-Holland, vlak voor het vertrek van het songwriterstrio bij platenlabel Motown Records. De single haalde #9 in de Billboard Hot 100 en de top-20 in de Britse en de R&B-lijsten. In Canada deed het nummer het het best met een #7 notering. Daarmee is het een van de weinige singles van de groep die het daar beter deden dan in het eigen land. Ondanks een top 10-notering begon na "In And Out Of Love" een reeks van onsuccesvolle singles voor The Supremes, met als enige hoogtepunten Love Child en Someday We'll Be Together.
Toen het nummer uitgebracht werd, had Florence Ballard The Supremes al verlaten en was ze vervangen door Cindy Birdsong. Tijdens de opname maakte Ballard nog wel deel uit van de groep en zij is samen met Mary Wilson als achtergrondzangeres in het nummer te horen. 
De B-kant van de single I Guess I'll Always Love You komt niet van hetzelfde album, maar van The Supremes Sing Holland-Dozier-Holland (in Europa heet dit album The Supremes Sing Motown). Het nummer is een cover en de originele versie is van een andere Motown groep, The Isley Brothers.

## Bezetting
- Lead: Diana Ross
- Achtergrondzangeressen: Florence Ballard en Mary Wilson
- Instrumentatie: The Funk Brothers
- Schrijvers: Holland-Dozier-Holland
- Producers: Brian Holland en Lamont Dozier